# エキサイトクリスタル
エキサイトクリスタルは1995年にニューギンから発売された。現金パチンコ機である。ここでは1996年に発売された後継機種の「CRフリークエント7」も記載する。

## エキサイトクリスタル
図柄の配列を横２ラインにし、更に「うそぴょん」とセリフが出れば大当たりや70回転の時短モードも設定する等画期的な演出を搭載したパチンコ機である。

### 基本スペック
- 賞球 7&9&15
- 大当り確率 1/227
- ラウンド 16R・8カウント
- 大当り図柄・8種類（大当り・24種類）0～9

### リーチ
- ノーマルリーチ：殆ど当たらないが、当たり図柄がスローで止まれば大当たり。
- ユラユラリーチ：ノーマルリーチから発展し、当たり図柄が立てに揺れる。
- 高速コマ送りリーチ：高速に回転し止まれば大当たり、リーチの中で高い信頼度を誇る。
- うそぴょんリーチ：高速コマ送りリーチあるいは時短中に外れた場合に図柄が再回転、同時に実写の女性が出て「うそぴょん」と言えば大当たり。信頼度が100%である。

### 時短モード
すべての大当り終了後、センター図柄が70回転。図柄が外れた時に図柄が再回転、同時に実写の女性が出て「うそぴょん」と言えば大当たり。

## CRフリークエント2
「エキサイトクリスタル」のCR版で図柄の配列を横２ラインにし、更に図柄3・5・7で当たれば2回確率変動として継続する。「うそぴょん」とセリフが出れば大当たりや普通図柄大当たり後の50回転の時短モードも設定する等画期的な演出を継承したパチンコ機である。

### 基本スペック
- 賞球 10&13&15
- 大当り確率 1/393.5
- ラウンド 16R・8カウント
- 大当り図柄・8種類（大当り・24種類）0～9 内3・5・7の図柄で当たれば確率変動で2回継続。

### リーチ
- ノーマルリーチ：殆ど当たらないが、当たり図柄がスローで止まれば大当たり。
- ユラユラリーチ：ノーマルリーチから発展し、当たり図柄が立てに揺れる。
- 高速コマ送りリーチ：高速に回転し止まれば大当たり、リーチの中で高い信頼度を誇る。
- うそぴょんリーチ：高速コマ送りリーチあるいは時短中に外れた場合に図柄が再回転、同時に実写の女性が出て「うそぴょん」と言えば大当たり。信頼度が100%である。

### 時短モード
普通図柄での大当り終了後、センター図柄が50回転。図柄が外れた時に図柄が再回転、同時に実写の女性が出て「うそぴょん」と言えば大当たり。